# 말초 혈액 단핵세포
말초 혈액 단핵세포(peripheral blood mononuclear cell, PBMC)는 둥근 핵을 가진 말초 혈액 세포이다.  이 세포는 림프구(T 세포, B세포, NK세포)와 단핵구로 구성되는 반면, 적혈구와 혈소판에는 핵이 없으며 과립구(호중구, 호염기구 및 호산구)는 다엽 핵을 가지고 있다. 인간은 림프구가 PBMC 집단의 대부분을 구성하고 단핵구가 그 다음으로 많으며, 수지상 세포는 적은 비율을 차지한다.
이들 세포를 사용하여 전혈로부터 피콜(Ficoll)과 원심분리를 이용해 분리할 수 있다. 피콜은 친수성 다당류로 혈액을 상층에 혈장성분, PBMC, 가장 아래에 다형 핵 세포(예: 호중구 및 호산구 ) 및 적혈구로 분리 시킬 수 있다. 다형 핵 세포는 적혈구를 분해하여 추가로 분리 할 수 있다.  호염기구는 때때로 밀도가 높아진 PBMC 분획에서 분리된다.

## 연구 용도
면역학(자가 면역 질환 포함), 전염병, 혈액학 악성 종양, 백신 개발, 이식 면역학 , 하이 스루풋(high-throughput) 스크리닝 분야의 연구를 수행하는 많은 과학자들이 PBMC를 자주 사용한다. 많은 경우 PBMC는 혈액 은행에서 분리된다. PBMC 분획은 메틸 셀룰로오스 기반 콜로니 형성 분석법에 의해 입증된 바와 같이 전구체 집단을 포함한다. 
PBMCs는 예방 접종의 중요한 경로로 생각되어 왔다. 암 환자의 PBMC는 생체 외(in vitro)에서 추출 및 배양 할 수 있다. 이어서 PBMCs에 종양 줄기 세포 항원과 같은 종양 항원이 투여된다. 염증성 사이토 카인은 PBMC에 의한 항원 섭취 및 인식을 돕기 위해 일반적으로 첨가된다. 

## 같이 보기
- 말초 혈액 세포(Peripheral blood cell)